# Susanna Wigger
Susanna Wigger (* 28. März 1988 in Eckernförde) ist eine deutsche Beachvolleyball- und Volleyballspielerin.

## Karriere Halle
Susanna Wigger spielte in ihrer Jugend Hallenvolleyball bei der FT Adler Kiel und in der Landesjugendauswahl Schleswig-Holsteins. Später spielte sie mit Adler Kiel in der Regionalliga, wo ihr 2009 der Aufstieg in die Zweite Bundesliga gelang. Hier spielte sie dann für den Kieler TV und musste nach einem zwölften Platz 2009/10 wieder zurück in die Regionalliga Nord, wo 2010/11 der zweite Platz erreicht wurde. Nach einem dritten Platz 2011/12 qualifizierte sich Wigger mit dem KTV für die neugeschaffene Dritte Liga, wechselte danach aber zum Lokalrivalen Wiker SV. Hier wurde die Diagonalangreiferin 2012/13 Vizemeister der Regionalliga Nord und stieg erneut in die Dritte Liga auf. 2016 schloss sich das Wiker Drittliga-Team mit Wigger dem Kieler TV an.
Von 2021 bis 2023 spielte Wigger erneut beim Wiker SV in der Regionalliga Nord.

## Karriere Beach
Anfang der 2000er Jahre startete die gebürtige Eckernförderin parallel zur Halle ihre Beachvolleyballkarriere. Wigger spielte mit verschiedenen Partnerinnen auf der Smart Beach Tour und anderen nationalen Turnieren, schwerpunktmäßig in Norddeutschland. Ihren größten Erfolg feierte sie 2005 an der Seite von Florentina Büttner mit dem Gewinn der Silbermedaille bei den U18-Europameisterschaften in Illitschiwsk (Ukraine).

## Privates
Susanna Wigger ist seit 2017 mit Daniel Krug verheiratet, mit dem sie seit 2018 eine Tochter hat.